# Parandra morettoi
Parandra morettoi är en skalbaggsart som beskrevs av Karl Adlbauer 2004. Parandra morettoi ingår i släktet Parandra och familjen långhorningar. Inga underarter finns listade i Catalogue of Life.